# Chikayo Nagashima
Chikayo Nagashima (en japonés: 永島 千佳世, Nagashima Chikayo) (Matsudo, 24 de enero de 1976) es una luchadora profesional japonesa. Comenzó su carrera en 1995, trabajando para la promoción Gaea Japan, donde se convirtió en una campeona individual de la AAAW y en una campeona por equipos de la AAAW en cinco ocasiones. También fue uno de los cuatro miembros fundadores del stable Oz Academy. Tras la desaparición de Gaea Japan en 2005, Nagashima se afilió a Oz Academy, ahora una promoción a tiempo completo, donde se convirtió en tres veces campeona del Oz Academy Tag Team Champion y una vez campeona del Oz Academy Openweight Championship, ostentando el récord de reinado más largo en la historia del título. Se desvinculó de Oz Academy en agosto de 2015, pasando entonces a ser luchadora independiente.

## Primeros años
Nagashima creció como aficionada a la lucha libre, y comenzó a practicar judo en la escuela secundaria y lucha amateur en el instituto, quedando tercera en la categoría de 47 kg de los juegos del Campeonato Abierto Femenino de Japón.

## Carrera profesional

### Gaea Japan (1995–2005)
En lugar de continuar su carrera como luchadora amateur en la universidad, Nagashima participó en una audición de la promoción de lucha profesional Gaea Japan, que superó con éxito. Nagashima acabó debutando en el ring en el evento inaugural de Gaea Japan, el 15 de abril de 1995, luchando contra Toshie Uematsu en un empate de veintiún minutos. El 29 de abril de 1996, Nagashima derrotó a Sonoko Kato en la final de un torneo disputado entre los novatos de Gaea Japan.
El 31 de julio, Nagashima se volvió contra el Seikigun ("ejército regular") de Gaea Japan y unió sus fuerzas a las de Mayumi Ozaki, Carlos Amano y Sugar Sato, formando un stable que más tarde se conocería como Academia Oz. Nagashima también hizo apariciones como invitada en la promoción All Japan Women's Pro-Wrestling, donde ella y Sato ganaron el AJW Tag Team Championship, el primer título de Nagashima en la lucha libre profesional, el 1 de septiembre de 1996. De 1998 a 2001, Nagashima y Sato también ganaron tres veces el campeonato por equipos de Gaea Japan, el AAAW Tag Team Championship.
En mayo de 2000, Nagashima y Sato pusieron fin a su larga asociación con Mayumi Ozaki, abandonando su stable Himiko, la encarnación más reciente de Oz Academy, y regresando a Gaea Japan Seikigun. El 2 de junio de 2002, Nagashima ganó por primera vez un torneo durante un programa vespertino para convertirse en la aspirante número uno al título principal de Gaea Japan, el Campeonato Individual de la AAAW, y más tarde, ese mismo día, durante un programa vespertino, derrotó a Meiko Satomura para convertirse en la nueva campeona, convirtiéndose también en la campeona más ligera de la historia del título.
Durante los dos años siguientes, Nagashima ganó dos veces más el AAAW Tag Team Championship, una con Meiko Satomura y otra con su antigua compañera Sugar Sato. El 10 de abril de 2005, Gaea Japan celebró su último evento antes de cerrar el negocio, durante el cual Nagashima y Sato derrotaron a Ran Yu-Yu y Toshie Uematsu, los últimos campeones por equipos de la AAAW, en un combate sin título.

### Oz Academy (2005–2015)
Tras la disolución de Gaea Japan, Nagashima se afilió a la promoción Oz Academy de Mayumi Ozaki, que ahora se había convertido en una promoción completa. Durante 2005, Nagashima también hizo varias apariciones para la promoción Hustle, trabajando bajo una máscara como "Blanca X". A principios de 2006, Nagashima, junto con otros trabajadores de Oz Academy, viajó por primera vez a México para participar en eventos de la AAA. De vuelta a Oz Academy, como representantes del Seikigun de Oz, Nagashima y su compañera Sonoko Kato, exalumna de Gaea Japan, se convirtieron en tres veces campeonas del Tag Team de Oz Academy.
A principios de 2008, Nagashima regresó a la AAA de México, participando en el Campeonato Reina de Reinas de AAA, del que fue eliminada por Mari Apache. El 23 de septiembre de 2011, Nagashima se volvió contra la Seikigun Oz (正規軍) y se unió a la Seikigun villana (正危軍), otra encarnación del stable original de Oz Academy, después de que la líder del stable, Mayumi Ozaki, anunciara que solo iba a defender el Campeonato de Peso Abierto de Oz Academy contra sus compañeras de stable.
El 26 de febrero de 2012, Nagashima derrotó a sus compañeras de stable de Seikigun Hiroyo Matsumoto, Ran Yu-Yu y Yumi Ohka para convertirse en la aspirante número uno al Campeonato de Peso Abierto de Oz Academy. El 25 de marzo, Nagashima derrotó a Ozaki en un combate de 30 minutos de duración de la prueba Dress Up Wild Fight para convertirse en la nueva campeona de peso abierto de Oz Academy. Inicialmente, Nagashima era un miembro reacio de Seikigun, pero abrazó su "lado oscuro" sólo después de hacer trampas para defender con éxito el campeonato de peso abierto de Oz Academy contra Hiroyo Matsumoto el 19 de agosto.
Nagashima realizó su segunda defensa exitosa del título el 13 de enero de 2013, contra la nueva integrante de Seikigun, Mio Shirai. El 24 de abril, Nagashima perdió el Campeonato de Peso Abierto de Oz Academy ante Akino en su tercera defensa, terminando su reinado con 395 días, el más largo en la historia del título. Posteriormente, Nagashima entró en conflicto con sus compañeras de Seikigun, lo que dio lugar a un combate de apuesta el 15 de septiembre, en el que Maymi Ozaki, y la gerente del stable, Mika Nishio, derrotaron a Nagashima, obligándola a raparse la cabeza.
Nagashima finalmente se volvió contra Ozaki y el Seikigun el 12 de enero de 2014. El 9 de febrero, Nagashima sufrió una rotura de ligamentos cruzados en su rodilla izquierda, lo que la obligó a someterse a una cirugía el 18 de febrero. Después de un año completo de estar apartada, Nagashima regresó al ring el 1 de marzo de 2015, en un combate, en el que fue derrotada por Hikaru Shida. El 19 de julio, Nagashima anunció que dejaba Oz Academy y que se convertiría en profesional independiente a partir del 23 de agosto. En su último combate con contrato de Oz Academy, Nagashima derrotó a Ayako Hamada.

### Como independiente (2015-presente)
El primer combate importante de Nagashima desde que se convirtió en artista independiente tuvo lugar el 23 de septiembre de 2015, cuando retó sin éxito a Ayako Hamada por el Pro Wrestling Wave's Single Championship. El 19 de septiembre de 2016, Nagashima y Megumi Yabushita, en representación del stable Crysis, derrotaron a Keiko Aono y Kyoko Inoue para llevarse el World Tag Team Championship.

## Campeonatos y logros
- All Japan Women's Pro-Wrestling
  - AJW Tag Team Championship (1 vez) – con Sugar Sato[2]
- Gaea Japan
  - AAAW Single Championship (1 vez)[2]
  - AAAW Junior Heavyweight Tag Team Championship / AAAW Tag Team Championship (5 times) – con Sugar Sato (4) y Meiko Satomura (1)[2]
  - AAAW Single Championship Next Challenger Tournament (2002)[9]
  - Rookie League (1996)[4]
  - Tag Team Tournament (1996) – con Sugar Sato
- Oz Academy
  - Oz Academy Openweight Championship (1 vez)[20]
  - Oz Academy Tag Team Championship (3 veces) – con Sonoko Kato[14][15][16]
  - Iron Woman Tag Tournament (2004) – con Amazing Kong
  - Best Bout Award (2013) vs. Mayumi Ozaki
  - Best Tag Team Match Award (2011) con Sonoko Kato vs. Hiroyo Matsumoto y Tomoka Nakagawa
- Pro Wrestling Wave
  - Catch the Wave Best Performance Award (2015)
- World Woman Pro-Wrestling Diana
  - WWWD World Tag Team Championship (1 vez) – con Megumi Yabushita[32]